# Johan Halldén
Bo Johan Eskil Halldén, född 25 februari 1984, är en svensk röstskådespelare, musiker och låtskrivare. Han har bland annat gjort rösten till Blunder i Den lilla sjöjungfrun (1994) och till den unge Simba i Lejonkungen (1994). Idag är han aktiv i black metal bandet Vox Mali. Johan Halldén är son till sångerskan Liza Öhman.

## Filmografi
- 1992 - Mupparnas julsaga (röst till Ebenezer Scrooge, 10 år)
- 1993 - Den otroliga vandringen (röst till Jamie)
- 1994 - Busungarna (röst till Ah-ha)
- 1994 - Den lilla sjöjungfrun (TVserie, röst till fisken Blunder)
- 1994 - Lejonkungen (röst till den unge Simba)
- 1995 - Pinocchio (röst till Pinocchio i nydubbning)
- 1995 - Toy Story (röst till Sid)
- 1995 - Indianen i skåpet (röst till Patrick)
- 2000 - Hjälp! Jag är en fisk (röst till Chuck)
- 2005 - Tess och Ubbe (röst till Dick)